# Хрчак
Хрчци (лат. Cricetinae) су потпородица глодара из породице хрчкова (лат. Cricetidae). Ова потпородица обухвата око 19 врста, класификованих у шест—седам родова. Природни ареал распрострањења хрчака су југоисток Европе и Блиски исток. Због тога што су лаки за одржавање и лако прилагодљиви, хрчци се често чувају као кућни љубимци или користе као лабораторијске животиње.
Хрчци су више крепукуларни него ноктурни и, у дивљини, остају под земљом током дана како би избегли да их грабежљивци ухвате. Хране се првенствено семеном, воћем и вегетацијом, а повремено једу инсекте који се укопавају. Физички, они су дебелог тела са карактеристикама које укључују издужене образне кесе које се протежу до рамена, које користе за ношење хране назад у своје јазбине, као и кратак реп и крзном прекривена стопала.

## Историја
Сиријског хрчка или златног хрчка (Mesocricetus auratus) први научно описао Џорџ Роберт Вотерхаус 1839. године. Међутим, истраживачи нису успели да успешно узгајају и припитомљавају хрчке све до 1939. године. Постоје индикације се да су читава лабораторијска и кућна популација сиријских хрчака потомци једног брат-сестра упаривања. Ово легло је 1930. године ухватио и увезао из Алепа у Сирији Израел Ахарони, зоолог са Универзитета у Јерусалиму. У Јерусалиму су се хрчци веома успешно узгајали. Годинама касније, животиње ове првобитне колоније за узгој извезене су у Сједињене Државе, где су сиријски хрчци постали уобичајени кућни љубимци и лабораторијске животиње. Упоредне студије домаћих и дивљих сиријских хрчака показале су смањену генетску варијабилност домаћег соја. Међутим, разлике у бихејвиоралним, хронобиолошким, морфометријским, хематолошким и биохемијским параметрима су релативно мале и спадају у очекивани опсег варијација међу врстама код других лабораторијских животиња.

## Систематика и филогенија хрчака
Филогенетска историја потпородице хрчака (лат. Cricetinae) почиње у средњем миоцену (пре око 11,2—16,4 милиона година), у областима Холарктика. Постоје бројни фосилни остаци групе: до данас је описано 15 изумрлих родова, а 4 од савремених 7 родова обухватају и фосилне врсте.
потпородица Cricetinae
- род 
  - A. curtatus — Монголски хрчак
  - A. eversmanni — Еверсманов хрчак
- род 
  -  — Гансу хрчак
- род  – сиви хрчци
  -  — ладачки хрчак
  -  — кинески пругасти хрчак
  -  — кинески хрчак
  -  — камски хрчак
  -  — дугорепи хрчак
  -  — сиви, или миграторни, хрчак
  -  — Соколовљев хрчак
- род 
  -  — европски, или обичан, хрчак
- род  — златни хрчци
  -  — сиријски хрчак, или златни хрчак
  -  — турски хрчак, или азербејџански хрчак
  -  — румунски хрчак
  -  — кавкаски хрчак
- род  — патуљасти хрчци
  -  — Кембелов руски патуљасти хрчак
  -  — хрчак Роборовског
  -  — бели руски патуљасти хрчак
- род Tscherskia
  -  — Велики дугорепи хрчак, или корејски хрчак

## Хрчак као кућни љубимац
Најпознатија врста хрчака је сиријски или златни хрчак, који се најчешће узгаја као кућни љубимац. Некада се назива и „отмени“ хрчак. Такође, међу овим хрчцима има неколико разлика, неки имају веома велику длаку, која расте до десетак центиметара и захтева посебну бригу. Златни хрчци ће се борити до смрти ако се осећају угроженим у свом станишту, тако да важи правило за Златног хрчка: „један хрчак — један кавез."
Остали хрчци који се држе као кућни љубимци су три врсте патуљастих хрчака (из рода Phodopus): 
- Кембелов хрчак, бели хрчак (који постаје бео само зими, када се сати обданице смање)
- Хрчак Роборовског
- Кинески хрчак, који је једини у овој групи са дугачким репом (око 4 cm). Остали хрчци имају веома мале и једва видљиве репове.

Брига о хрчцима свих врста је јако једноставна и слична, али само са неколико разлика у храњењу и чишћењу. Патуљасти хрчци су веома социјални и често се држе са још једним хрчком у кавезу истог пола да би се спречила усамљеност, али Сиријски Златни хрчак, као што је већ речено би убио другог хрчка, ако осети да му је територија тј. станиште угрожено. Кинески хрчак може такође да се држи у паровима или групама, али захтева веома велики простор у кавезу, да би живео мирно. Иако се кинески хрчак сматра за веома мирољубиву животињу, женка постаје јако агресивна и ратоборна за време трудноће, нарочито према мушким партнерима. Хрчци нису независни од природе и не препоручује се да буду кућни љубимци мале деце. Неки људи их у великој мери поистовећују са пацовима или мишевима, али за разлику од њих, хрчак не може да се научи никаквим триковима. Такође, доста су мањи од морских прасића и више погодни за кућу са ограниченим простором.
У многим земљама, Кембелов хрчак је популарнији од зимског, док је обрнуто у европским земљама. Кинески и хрчак Роборовског су веома ретки на тржишту, и могу се купити само у најпознатијим ланцима продавница. Хрчци су јако популарни љубимци широм света, осим у Аустралији и Новом Зеланду, где су забрањени услед велике еколошке катастрофе. Велики број хрчака је побегао из продавнице кућних љубимаца, намножио се и чини велику штету усевима. Тако су постали главне штеточине и озбиљан проблем за Аустралију.

### Одржавање хрчка у кавезу
Хрчци се могу држати у обичним или стакленим кавезима, који се могу купити у продавници за кућне љубимце. Обични кавези су практичнији, јер се лако могу преносити, њихове решетке се могу користити за пењање, и такође укључују згодна предња врата, па омогућавају лакше чишћење. Са друге стране, стаклени кавези не дозвољавају хрчку да баца свој измет, подлогу и остали садржај ван кавеза. Такође пружа бољи поглед на живот хрчка. Генерално, стаклени кавез је практичнији за малене патуљасте хрчке, који су јако осетљиви на мењање околине и такође, нема решетака кроз које могу лако да се провуку. Средњи хрчци, као на пример Златни, нарочито уживају да се пењу по зидовима кавеза. Нажалост, веома воле да грицкају решетке, и стварају велику буку, што некад може бити јако иритирајуће за власнике. Може такође да се деси, да приликом пењања, хрчак ишчаши ногу. Да би се ово спречило, треба користити кавезе који имају хоризонталне и вертикалне решетке, које не заклањају поглед на околину изван кавеза.
Због хрчкове мале величине, кавез увек мора да је дугачак око 20 cm, и да има јак горњи део, јер су они веома добри пењачи. Стаклени кавези не смеју да буду већи од њихове дужине, да би ваздух могао да циркулише неометано. Иако су мањи, патуљасти хрчци захтевају веће кавезе од њихових рођака, најмање 80 са 20 cm. Разлог овога је хиперактивност патуљастих хрчака, који трче доста, обожавају да копају, и не могу лако да поднесу промену станишта, за разлику од рођака. Напоље можете да га изнесете на веома кратак период. Такође, хрчци са већом и интересантнијом кућом ће дуже да живе и такође пружају велики спектакл посматрачима.
Ако правите сами кавез за хрчка, треба водити рачуна да се избегавају материјали који су опасни за животиње. Гранчице залепљене лепком и четинарско дрво није прихватљиво, зато што их хрчци глођу и заједно са лепком, који је отрован за њих. Препоручује се да уместо обичног лепка користите [лепак] на бази воде. Овако правите окружење које је сигурно за хрчка, али имајте на уму да он и даље може да пролази и глође дрво тј. гранчице. Ако желите да комбинујете неколико кавеза, повезаних степеницама, немојте да користите жице за платформу, јер могу озбиљно да нашкоде хрчку.
Најбоља атмосфера за хрчка је константна собна температура (од 18-25 °C). Немојте га стављати на место са са јаком сунчевом светлошћу јер може да изазове опасно загревање. С обзиром да хрчак јако добро и далеко види, најбоље га је ставити на неко место изнад тла (око 60 cm), где може неометано да види окружење.
Под кавеза треба увек да буде прекривен слојем који одговара глодару, јер они воле да копају, завлаче се итд. Препоручује се пиљевина (остаци од дрвета), и да слој буде дубок око 2-4 cm. Пуно врста пиљевине се може купити у продавници за кућне љубимце. Немојте користити пиљевину за мачке јер је она јако опасна, зато што је роварење и једење отпадака смртоносно. Можете користити такође и новине или било који други папир, који је безбедан. Не користити никакву подлогу која има ароматична уља, или која испуштају мирис, јер ово може да нашкоди респираторном систему хрчка, јетри, а такође и кожи. Најбоља пиљевина и најсигурнија за хрчке је пиљевина јасике.
Хрчци су животиње које праве гнездо или легло, и због тога увек морају да имају залихе новина или другог материјала за сигурну градњу. Обично то раде у ћошку кавеза, и то је њихова „тајна кућица“. Сено, из радње или такође свеже из дворишта, је такође јако добар материјал за удобно легло хрчка. Такође треба водити рачуна да сено не буде оштро, јер може озбиљно да науди хрчку.
Материјал од кога се изграђује кревет за хрчка не сме да буде од меких, исецканих, памучних делова одеће јер постоји велика могућност да се хрчак запетља и задави кончићима. А ако их прогута, он не може да их свари.
Јако је препоручљиво да понекад ставите песак у кавез или да имате посебно место са песком за хрчке јер то му може јако помоћи да се тимари. У пустињи (у њиховом природном станишту) хрчци се ваљају у песку, који их чисти и спречава да длака буде масна, па лакше опада у време тимарења. Патуљасти хрчци посебно уживају у овом обреду. „Купање песком“ можете да направите ако напуните неки велики суд чистим песком. Користите тешке дубоке судове (од керамике или метала), али не са прекривеним врхом. Ако не можете да нађете песак, можете да га купате у продавници за кућне љубимце. Такође, имајте на уму да треба избегавати песак који је ситан и прашњав јер може изазвати гушење или оштећење респираторних канала.
Редовно чишћење хрчкове куће је од велике важности за здравље хрчка. Кавез треба чистити најмање једном недељно и заменити кревет и подлогу веома опрезно и уредно, и нарочито поставити кревет на исто место. Хрчци су веома уредни што се тиче нужде. Можете приметити да одвоје посебан ћошак само за уринирање и остале физиолошке потребе. То место морате мало чешће да чистите да би хрчак био задовољан. Због веће величине кавеза, патуљасти хрчци не „траже“ чешће чишћење кавеза. Код њих можете очистити кавез на сваке 2-3 недеље. Такође, ова врста хрчка користи сакривена места за излучивање. За чишћење кавеза не морате да користите јака хемијска средства, вода са сапуном је сасвим довољна. Хемијска средства убијају мирис хрчка, тако да може да се осети угроженим и да није у свом станишту, док сапун није толико ефикасан и хрчку ће бити пријатније. Можда ће имати утисак да је дошло пролеће. Хрчци се оријентишу чулом додира и мириса. Због тога, оставите мало старог материјала у хрчковом кавезу, нарочито тамо где се налазио кревет. Овако ће хрчак знати да се налази „кући“. Ако се мирис изгуби, хрчак може да се дезоријентише. Разна дезинфекциона средства не треба користити (осим ако хрчак није болестан). Иако су хрчци јако отпорне и имуне животиње, може се десити да „покупи“ неки вирус. У овом случају ће се понашати јако чудно и неуобичајено, лежаће и неће радити скоро ништа. У овом случају, дезинфикујте кавез, дајте му пуно воде и то би било довољно да преброди болест.
Још једна веома важна ствар око кавеза хрчка су скривена места где се животиња може одмарати током дана. За ово можете користити мале кутије (без икаквог принта или боје на себи). Овде ће хрчак да ставља своју храну или да прави кревет. Такође приликом чишћења водите рачуна да ту кутијицу вратите на исто место, и као што је већ поменута, да вратите мирис тј. стари материјал.
Као што је већ поменуто сиријске хрчке треба да држите саме док не стекну зрелост (око 7 недеља). Мали, патуљасти хрчци су веома социјални и најбоље их је држати са још једним хрчком, али од најранијих дана. Две или више животиња може да живи заједно, једино ако су заједно одмалена. Ако нису, може да дође до озбиљних туча које могу да се заврше фаталним последицама. У оваквим ситуацијама, најбоље их је држати у одвојеним кавезима. У њиховим природним стаништима, пустињама, сваки хрчак може да има довољно места за себе, тако да поседује велику територију са пуно подземних тунелчића. Ако више од једног хрчка живи у истом кавезу, водите рачуна да кавез буде већи (најмање 40x40 cm по хрчку), и морају да постоје посебне кућице за сваког хрчка. Чак иако буду мирни неко време, може се десити да дође до неких конфликата између хрчка. У овим ситуацијама, одмах треба да се раздвоје. Такође, ако мужјак и женка живе у миру, имајте на уму да ће сигурно да се размножавају брзо и узроковаће недостатак простора.
Хрчци (нарочито Златни-сиријски) су експерти у бежању. Кавез са слабим решеткама треба избегавати. Они ће да га вуку, кидају све док не успеју да се провуку кроз њега. А и ако успе да побегне, останите прибрани и не паничите. Затворена врата од собе или стана и темељна истрага ће решити проблем. Ако се хрчак не појави или га не нађете, оставите кавез отворен јер ће се сигурно вратити по воду, храну или кревет, чим осете глад или жеђ.